# Beke József (mérnök)
Beke József, születési és 1884-ig használt Beck József (Pápa, 1867. augusztus 22. – Budapest, Erzsébetváros, 1940. május 15.) magyar hídépítő mérnök, számos hazai Duna-híd tervezője, Beke Manó matematikus öccse.

## Élete
Beke Lipót és Herczog Fanni fiaként született. Tanulmányait a budapesti műegyetemen végezte, 1889-ben szerezte meg oklevelét, majd Kherndl Antal asszisztenseként dolgozott. 1892-től a Kereskedelmi Minisztérium hídépítési osztályánál dolgozott, 1910-ben osztályvezetővé nevezték ki, tervező munkáját még 1922-es nyugállományba vonulása után is folytatta. Megvásárolták az óbudai és a Boráros téri hidakra kiírt pályázatra készített terveit. Munkássága a vasbeton szerkezetek számítása területén úttörőnek számít. A budapesti Ferencz József-híd (ma Szabadság híd), a Margit híd margitszigeti lejárójának, az Erzsébet híd, az átépített Lánchíd tervezésében és kivitelezésében is részt vett, valamint az ő tervei szerint készült a győri Duna-híd. Több szakirodalomi írását is publikálták.
1940-ben szívgyengeségben halt meg, Budapesten.

### Családja
Felesége Polatschek Klára volt, akivel 1898. május 10-én Bielitzben kötött házasságot.
Gyermekei: Beke Regina Rózsa (1899–?) és Beke Erzsébet Franciska (1903–1945)

## Munkái
- Vasbetétes betonszerkezetek (Richter Károllyal és Duschek Auréllal együtt, Budapest, 1906)
- Számos grafosztatikai és hídépítési tárgyú értekezés, melyek magyar, német és amerikai szakfolyóiratokban jelentek meg.